# Famous in the Last Century
Famous in the Last Century je dvacátéčtvrté studiové album anglické rockové hudební skupiny Status Quo, vydané v roce 2000. Album mělo negativní hodnocení. Jedná se o poslední album s bubeníkem Jeff Richem.

## Seznam skladeb
1. "Famous in the Last Century" (Bown) 1:04
2. "Old Time Rock and Roll" (Jackson/Jones) 2:57
3. "Way Down" (Martine) 2:51
4. "Rave On!" (Petty/Tilghman/West) 2:51
5. "Roll Over Beethoven" (Berry) 3:07
6. "When I'm Dead and Gone" (Gallagher/Lyle) 3:11
7. "Memphis, Tennessee" (Berry) 2:31
8. "Sweet Home Chicago" (R. Johnson) 2:44
9. "Crawling from the Wreckage" (Parker) 2:42
10. "Good Golly Miss Molly" (Blackwell/Marascalco) 2:05
11. "Claudette" (Orbison) 2:01
12. "Rock'n Me" (Miller) 2:46
13. "Hound Dog" (Lieber/Stoller) 2:19
14. "Runaround Sue" (DiMucci/Maresca) 2:29
15. "Once Bitten Twice Shy" (Hunter) 3:40
16. "Mony Mony" (Bloom/Gentry/James/Cordell) 2:58
17. "Famous in the Last Century" (Bown) 1:15

### Bonusy na reedici v roce 2006
1. Gerdundula (live) (Manston/James)
2. 4500 Times (live) (Rossi/Parfitt)
3. Rain (live) (Parfitt)

## Sestava
- Francis Rossi - zpěv, sólová kytara
- Rick Parfitt - zpěv, kytara
- John Edwards - baskytara
- Andy Bown - klávesy
- Jeff Rich - bicí